# Joan de Gaza
Joan de Gaza fou un escriptor i gramàtic grec de l'època romana d'Orient del que no se sap l'època excepte que va ser posterior al poeta cristià Nonnos (Nonnus), que va viure cap al principi del segle vi en temps de l'emperador Justinià I o una mica abans. Joan de Gaza va imitar-ne l'estil.
Va escriure:
- Ἔκφραδις τοῦ κοδμικοῦ πίνακος τοῦ ἐν Γάζη ἢ ἐν Ἀντιοχείᾳ, Tabellae Unicersi Ecphrasis, un poema iàmbic en 701 línies.
- Περὶ Ἀρχαιολογίας, De Antiquitatibus.

No s'ha de confondre amb el monjo del segle vi, abat de Merosala Joan de Gaza el Profeta.